# هربرت واس
هربرت واس (انگلیسی: Herbert Waas؛ زادهٔ ۸ سپتامبر ۱۹۶۳) بازیکن فوتبال اهل آلمان است.
از باشگاه‌هایی که در آن بازی کرده‌است می‌توان به باشگاه فوتبال دینامو درسدن، باشگاه فوتبال بولونیا، باشگاه فوتبال زوریخ، باشگاه فوتبال هامبورگ، باشگاه فوتبال مونیخ ۱۸۶۰، و باشگاه فوتبال بایر ۰۴ لورکوزن اشاره کرد.
وی همچنین در تیم‌های ملی فوتبال زیر ۲۱ سال آلمان و آلمان بازی کرده‌است.